# 荒野に獣慟哭す
『荒野に獣 慟哭す』（こうやにけもの どうこくす）は、夢枕獏著の伝奇小説。『週刊小説』（実業之日本社）にて1989年から2000年にかけて掲載。単行本は初出の新書版で全5巻。また、これを原作とする伊藤勢作画による漫画化作品も併せて解説する。

## あらすじ
ジャングルの奥地に暮らし食人習慣を持つ少数民族の脳から見つかったウイルスである独覚菌には、宿主の能力を飛躍的に上昇させる力があった。これを利用して獣化兵と呼ばれる最強のバイオ兵士が産み出されたが、彼らは獣と同様の力を得ると同時にその姿も獣と化し、殺人を嗜好するなど性格も残忍に変わった。御門周平は、人間と変わらぬ外見と常人を遙かに超える能力を併せ持つニュータイプの獣化兵だが、手術の影響から以前の記憶を失っていた。獣化兵を巡る様々な勢力の暗闘に、御門は巻き込まれていく。

## 用語
独覚菌（どっかくきん）
ジャングルの奥地で発見された未知のウイルス。脳に寄生して宿主の能力を最大限まで引き出す作用を持つ。
獣化兵（じゅうかへい）
改造した独覚菌を脳内に植え付けることで産み出された生体改造兵士。常人には無い特殊能力を持つが、肉体が異形と化す副作用（作中では「化身（アーヴァタール）効果」と呼称）。その副作用の解決を目指したニュータイプを含め12人の獣化兵がおり、それぞれ十二神将の名がつけられている。御門以外は全員元ゾンビストである。
ゾンビスト
自衛隊の特殊部隊員。表ざたに出来ない特殊任務を遂行するため、訓練中の事故死を装って戸籍を抹消した兵士のこと。自衛隊から土方グループに買い上げられる。

## 登場人物
御門 周平（みかど しゅうへい） / 竹島 丈二（たけしま じょうじ）
主人公。独覚菌研究の助手をしていたが、ニュータイプの獣化兵の被験者に自ら志願した。その処置によって竹島丈二であった記憶を失い、引き換えに御門周平として獣化兵の力を得た。
御門 京子（みかど きょうこ） / 一ノ瀬 京子（いちのせ きょうこ）
御門の妻を名のる女性。御門と（正確に言うならば竹島と）交際していた。
久能 仁（くのう じん）
元ゾンビスト。薬師丸法山に恋人を殺害され、復讐のために御門とともに薬師丸を追う。
薬師丸 法山（やくしまる ほうざん）
古武術と格闘技の達人であり、ゾンビストの教官にしてリーダー。人間であるにもかかわらず、獣化兵に匹敵する並はずれた身体能力を持つ。
チム
呪師と名のる不思議な少年。獣化兵を素手で殺せるほどの技量を持ち、御門も含めすべての獣化兵、そして薬師丸を殺すと宣言する。

## 漫画版
伊藤勢の作画によるコミカライズ作品。骨子となるストーリーや主要な登場人物は原作を踏襲しているが、ストーリー、キャラクター設定全般において多数の改変がなされている。
講談社の『月刊マガジンZ』にて2004年5月号から連載され、2009年3月号で同誌休刊により「第一部完」として連載中断。雑誌掲載時の最終話において「連載再開が決まれば原作者ウェブサイトで告知する」との文章が掲載されたまま再開未定となっていた。
2011年3月に、徳間書店のSF小説誌『SFJapan』の休刊号にて描き下ろし新作を掲載。同年10月からウェブマガジン『Web本とも』（徳間書店）にて、マガジンZ版およびSFJapan版のストーリーをそのまま続ける形で連載され、2014年12月に完結した。単行本は原作小説の文庫化に合わせて、マガジンZ版を含めた全編が徳間文庫から全5巻で2014年5月から2015年1月にかけて刊行された。

### 主な改変点
- 久能仁は登場しない。
- 原作において、物語の発端となった「独覚菌」はウイルスであるにもかかわらず「菌」と呼称されていたが、これを「独覚ウイルス（Dokkaku Virus）」に改称している。採取された原形となるオリジナルを「DV-O」と呼称し、改造した「DV-1」を死者部隊の11人に投与、更に化身効果の抑制を目的として更に改造された「DV-2」を御門に投与する実験を行った。
- 原作における「獣化兵」の呼称が「独覚兵」に改められている。そもそも獣化兵というネーミング自体、高屋良樹の漫画『強殖装甲ガイバー』での造語であり、それを夢枕が「何気なく使ってしまっていた」と認めていた[1]（ただし、呼称のみの問題であり、それぞれの設定はまったく異なる）。しかし変更の理由については「獣人を創造することを目的とした研究ではない」という設定上、獣化兵という名前が不自然だという判断によるもので、『ガイバー』への配慮ではない。編集サイドからの要望もなかったと伊藤が語っている[注 1]。
- 12人の独覚兵全員に、人体実験前の人間としての風貌と本名のフルネームが設定されていて、最終的には御門含めて安底羅、頞儞羅、摩虎羅の4人が生き残った。作者によると独覚兵となった11人それぞれにも事情はあったと設定していたが描き切れなかった（曰く「みんな揃って自己陶酔気味に自分語りしても、うっとうしい」）。
- 作画を担当する伊藤勢の採用するスター・システムにより、伊藤の過去作品から何名かキャラクターの外見や性格設定が流用されている。

### 漫画版の登場人物
御門 周平（みかど しゅうへい）
主人公。原作では32歳という設定だったが、漫画版では21歳の学生。また、御門周平の名はそのまま本名である。幼少時に飛行機事故に遭って両親を失い孤児となるが学業に優れ、特待生として大学に進学。一ノ瀬京子と交際していた。川端総一郎の助手となり独覚ウイルスのRNAを解析した。感情が昂ると顔に模様が浮かび、翼を持つ竜・蛇を思い起こさせる演出（特に精神世界ではアステカのケツァルコアトル神のそれ）が成される。
赤石 摩耶（あかし まや）
漫画版のヒロインで、一ノ瀬京子の異母妹。日本人考古学者・明石浩介とラカンドン女性とのハーフメキシコ育ちでゲリラ戦の経験を持つ女性。漫画版では既に故人になっている一ノ瀬京子に代わって御門に接触する。
薬師丸 法山（やくしまる ほうざん）
漫画版では、野太刀を持ち黒眼鏡を掛けた姿で登場するが、これは伊藤勢のスター・システムを代表するトリックスター役が演じているためで、後半のエピソードのタイトルページではある人物の末裔であることが明かされている。性格的にも原作に比べて道化じみた振る舞いが目立つが、カユンに操られた「丑」の独覚兵伐折羅を一刀両断する豪腕と、意識を飛ばして他者を操る能力者を手玉に取る発想や精神性。手下の摩虎羅（後述）が少し逡巡しただけで文字通り「あっさり斬り捨て」ようとするなど、原作以上の冷酷非情さを併せ持つ。また、好奇心も旺盛でメキシコに向かうに当たって赤石教授の著作を読み、教授や五代、御門も交えてアカデミックな会話も繰り広げた際には部下の独覚兵たちも驚いている。
ティギティギル
原作のチムに相当するキャラクターだが、性別が女性になっている。ティギティギル（チプカ語で「蝶々」）は独覚ウイルスを保持していたチプカ族の呪師（サングマ）としての名前で、本名は「カレワラ」だが、これは原作に登場する別のキャラクターと同じ名前である。
漫画版では彼女の呪師としての能力、後述のチャン・キンたちの能力も独覚ウイルスによる物となっている。その言動も変更され、そしてその変更は作品の結末をも変更した。
招社羅（しょうとら） / 里見義久（さとみ よしひさ）
独覚兵の一人。劇中最初に登場した独覚兵。
「戌」の独覚兵で、野良犬のように凶暴。研究所員を惨殺して食らっており、それを目撃した御門に、お前もまた独覚兵「「子」の宮比羅（くびら）」だ、すなわち自分の同類の「獣」だと告げるが、むしろ同類ゆえに一層憎んで襲いかかる。
覚醒したばかりの御門と戦い、偶発的な要素もあって敗北。保安局に回収された際には再起不能と言われるが、サイボーグ化を施され「K」というコードネームを与えられる。改造後の外見は伊藤作品「モンスターコレクション〜魔獣使いの少女〜」に登場する暗兵の少年・コルボ。
安底羅（あんてら） / 比留間浩一郎（ひるま こういちろう）
独覚兵の一人。「卯」の独覚兵ではあるが、その容姿にはいまひとつ可愛げがなく、ウサギというより翼のないコウモリに近く肩から背中にかけてハリネズミかヤマアラシのような棘が生えている。その言動も一見陽気で誰に対しても調子のいい「コウモリじみた」性格だが、隠された凶暴性はむしろウサギのそれに近い。
身体能力というより聴力を主体とする知覚能力が高く、ネズミやコウモリといった動物の高周波ネットワークに干渉して操り、情報収集や諜報に暗躍する。
人間時の外見は他の伊藤作品「羅睺伝」の伊賀同心七人衆・水蛭子（ひるこ）がモデル。
頞儞羅（あにら） / 皇 魁（すめらぎ かい）
独覚兵の一人。「辰」の独覚兵であり、その肉体変容はもはやヴェロキラプトルやディノニクスのような肉食恐竜に近い。また精神変容も著しく、もはや他の独覚兵でさえ意思疎通が困難なほどである（日下部曰く、「寡黙なだけ」で任務中以外なら普通に語りかければ返事はする）。その身体能力は超絶的で、水上や壁面を自在に疾駆することさえ可能。当然戦闘能力も超絶的であり、巨大なアナコンダさえもくびり殺すほどである。
旭川の研究所を破壊して脱走する。劇中では同じく「龍」の力に目覚めた御門と、龍神の座を賭けるかのような激闘を展開する。御門が記憶を取り戻す過程で観た回想では元・テロリストで無差別テロの実行犯だが、その能力を買われて司法取引から自衛隊に所属していた。本人いわく「自分が守るべきは自分だけ」と語るが、溶岩に落下しかけてバランスを立て直すために御門を分銅代わりに使った結果、助けた際には含羞の表情を見せた。
摩虎羅（まこら） / 葉沼 巴（はぬま ともえ）
独覚兵の一人。原作では端役であったが、漫画版では未登場の久能に代わって御門の相棒を務める。
「申」の独覚兵で、独覚兵の中でただ一人、肉体変容が「猿に似た顔さえ隠せば、コンビニで買い物ができる」程度にとどまっている。しかし、その外見上の特性ゆえに、もはや人間とはいえない姿になってしまった他の10人の仲間から孤立気味である。そしてついに、御門を生かすか殺すかの意見の食い違いをきっかけとして、敵対関係になってしまう。
キャラクターの元ネタは、伊藤勢の過去作品『ニルヴァーナ・パニック!!』に登場した「ハヌマット」で、本名もそれをもじったものとなっている。なお、彼女も漫画化にあたって性別が女性に変更されたキャラクターである。御門に惚れているような描写があり、麻耶不在の間のヒロインとしての面もある。矜羯羅（こんがら）、制多迦（せいたか）と名付けたオランウータンを従えている。
迷企羅（めきら） / 真田和泉（さなだ いずみ）
独覚兵の一人。やはり女性で、独覚兵のリーダー格で旭川の研究所を破壊して脱走する際には各員に指示を飛ばした。
「寅」の独覚兵であり、その身体能力はまさに本物の虎並み。また虎並みの鋭い五感と軍人の戦術眼をもあわせ持ち、策略においても敵を寄せつけない。ただし獣じみた非理性的な欲望、特に食欲の強さも虎並みであり、御門に対して文字通り「『食べちゃいたいほど』大好き」という「好意」を示し、執着する。御門とディギティギルの2人がかりで倒され、ノフ・エクに支配された状態でキャンプに帰還するが、法山には読まれており大暴れするも頞儞羅に殺された。
人間時の外見は他の伊藤作品「羅睺伝」の和泉御前がモデル。
波夷羅（はいら） / 森 賢吾（もり けんご）
独覚兵の一人。
「未」の独覚兵であり、その膂力と機動力は因達羅（午）や伐折羅（丑）にも劣らず発達した体毛と皮下組織は高い耐久力を誇る。因達羅と共に中東に派遣されて米軍の下請けという形での実戦テストを行っていたが、帰国後メッツアボックやティギティギル、死者部隊による三つ巴の乱戦から一時的に御門と共に行動していた。だが、メキシコで死者部隊に戻る。子供に人殺しや責任を押し付ける行為を心底嫌悪している。
妻子持ちで、病気に罹った娘の治療費と引き換えに死者部隊入りし、多めの見舞金を交渉した法山に恩義を感じている。メキシコへの途上では自慢していたが、今わの際に「病気に苦しむ娘の姿に耐えきれず、自分は逃げた」と御門に告白した。
伐折羅（ばさら） / 福島 哲也（ふくしま てつや）
「丑」の独覚兵。旭川の研究所を破壊して脱走する。丹沢でカユンに意識を乗っ取られ、因達羅と同士討ちし殺害するが、法山に斬殺される。
珊底羅（さんちら） / 三輪 啓介（みわ けいすけ）
「巳」の独覚兵。旭川の研究所を破壊して脱走する。東京の土方ビルを襲撃した際にゼノヴィアと戦い死亡する。
因達羅（いんだら） / 白瀬 敏彦（しらせ としひこ）
「午」の独覚兵。波夷羅と共に中東に派遣されて米軍の下請けという形での実戦テストを行っていたが、帰国後メッツアボックやティギティギル、死者部隊による三つ巴の乱戦の中、カユンに操られた伐折羅と同士討ちとなって死亡する。
真達羅（しんだら） / 山崎 蒸（やまざき じょう）
「酉」の独覚兵。五代と繋ぎを付けた御門の前に現れ戦うが、手傷を負って撤退した先でティギティギルに殺害される。
毘羯羅（びから） / 岩城 光輝（いわき みつてる）
「亥」の独覚兵。旭川の研究所を破壊して脱走する。東京の土方ビルを襲撃した際に御門と戦い死亡する。
日下部（くさかべ）、柴田（しばた）、安藤（あんどう）、月形（つきがた）
死者部隊のメンバー。独覚兵ほどの戦闘力はないが、一流と言っていい兵士たち。法山を「親父さん」と慕いつつも、その悪ふざけが過ぎる性格には辟易している。
土方 元（ひじかた げん）
土方グループ会長の隠し子（戸籍上は養子）。保安部を統括しており、グループにとって不都合な事実をもみ消している。「戦場におけるニーズは“能力値の高い犬”であり、先祖がえりした狼ではない」と、独覚兵開発に関しては否定的。伊藤からは常に作品を作り続けなければ生きていけない「表現者タイプ」の人間と評されており、ヒトラーや毛沢東を例に挙げ、このタイプの人間は権力や武力を持たせるとロクなことはしないとのこと。実際、大人しくしていれば一生喰うに困らないだけの捨て扶持は与えられていたが、それに満足せずに出奔、外人部隊に入隊していた時期がある。
外見は伊藤作品「モンスターコレクション〜魔獣使いの少女〜」に登場するデュラン・ド・ブランシー（を名乗る暗兵組織・ネルガルの生き残り）。
ゼノヴィア・ザンジバル、オードリー・ブラック、英姫（ヨンヒ）
土方グループの保安部に所属する女性陣。土方元子飼いのサイボーグで愛人でもある。体内に武器を内蔵し生身の人間を上回る膂力と、英姫は独覚兵の聴覚から影響を与える神経伝達阻害周波発生装置を備えている。反応速度等は独覚兵には一歩劣る。
オードリーは毘羯羅に敗れ、ゼノヴィアと英姫は法山に殺された。
チャン・キン
マヤ人の子孫といわれるラカンドン（ハチウィニック）の老人。アルビノ。メッツアボックのメンバー。意識を飛ばして相手を支配する能力を持つ。名前はマヤ語で「小さな太陽」。
過激なタカ派となったノフ・エクを説得しようと単独行動した際にKに殺害される。
カユン
チャン・キンの娘でメッツアボックのメンバー。意識を飛ばして相手を支配する能力を持つ。名前はマヤ語で「南十字星」。
ノフ・エク
チャン・キンの息子でカユンとは双子。名前はマヤ語で「偉大なる金星」。エク・チュアと名付けたジャガーと意識を同一化させていて、下手な独覚兵より獣寄りの思考を持っている。
メッツアボック、というよりラカンドンの中でも過激な派閥のリーダー的存在だが、銃は下手で弓の方が得意。記憶を取り戻すために無防備になった御門とティギティギルをカユンと共に乗っ取り、仲間と共に死者部隊との戦闘に突入するが、御門の制御に集中している間の無防備な状態を波夷羅に発見されて殺された。彼の首を欲しがった五代を首だけの状態で咬み殺す。
外見は伊藤作品「羅睺伝」に登場する九曜羅睺丸（またはラーフラ）。
ペトゥル、コ
チャン・キンの5人目の妻と娘。健康を害してシティの病院に通っていたが、死者部隊に捕らえられ、チャン・キンに対する人質にされていた。法山からはラカンドンの一夫多妻制度や「コ（マヤ語で「歯」。ラカンドンには多い女性名）」の名前をつっこまれていた。
メッツアボックのメンバーという訳ではないがジャングル育ちは伊達ではなく、見た目に寄らずかなり逞しい所がある。
川畑総一郎（かわばた そういちろう）
土方グループ傘下の「大脳生理学研究所」所長。ニューギニアで発見されたDV-Oを研究し改造、DV-1及びDV-2を投与した人間兵器「独覚兵」を開発した。旭川を訪れた御門を受け入れるが、東京で死者部隊の襲撃を受けた際に薬師丸法山に殺害される。
五代文吉（ごだい ぶんきち）
川畑と共同でDV-Oを研究していた学者。独覚兵の身体変容「化身効果」に関する仮説から川畑と袂を分かつ。D-2型として処置を受けた御門を無断で運び出すが、帰宅中に収容した施設を招社羅に襲撃される。その後、御門から接触を受けた際に死者部隊に拉致されるが、メキシコで再会。御門に投与されたDウイルスがD-1型と違いが無いと語り、化身効果を遅延させるために記憶の回復を遅らせる処置をしていた。
死者部隊とメッツアボックの戦いの末に討ち取られたノフ・エクの脳を研究しようとしていたが、手にした首に喰いつかれて死ぬ。すでにほとんどの独覚兵が死んでいるのに元に戻す研究が進められるなど正気を失っている様子だったが、ティギティギルによるとDウイルスを操ろうとして、逆に呪われたとのこと。
明石浩介（あかし こうすけ）
中米マヤ文明に関する研究で知られる考古学者。日本で一度結婚し娘の京子を儲けるが離婚。研究のためにメキシコのジャングルに籠りきりであり、京子からは「アウトドアな引き籠り」と称されている。メキシコでの研究中にラカンドンの女性と再婚し摩耶を儲けた。研究にハマり込んだ末に咆え猿族を中心としたゲリラ組織メッツアボックに協力するほどエネルギッシュな人物だったが、死者部隊との戦いやそれによって「遺跡が傷つくことを忌避していたこと」を自覚したため、見る影もなく憔悴してしまう。
夢枕獏（ゆめまくら ばく）
原作者本人をモデルとする漫画版オリジナルキャラクター。摩耶の旧友として登場し、御門たちを物質的・精神的に援助する。作中で、「愛猫の弾き語り」を披露するシーンがあるが、これは夢枕獏の初期作品『猫弾きのオルオラネ』のオマージュ。
伊藤勢（いとう せい）
作画者本人をモデルとする漫画版のオリジナルキャラクター。なぜか行く先々で御門の絡んだ事件に遭遇することになるが、ストーリー上の位置付けは原作のキャラクターから置き換えたものになっている。キャラクターの外見は、伊藤勢の過去作品のあとがきなどに自画像として登場する「ぼさぼさ頭に眼帯と無精ひげの男性」。生き汚い面がかなり強調されているほか、おそろしくしぶとい。
渡辺広美（わたなべ ひろみ）
『伊藤勢』の担当である女性編集者。通称「ナベちゃん」。伊藤の巻き添えになる形で御門の絡んだ事件に次々と遭遇するが、その伊藤ともジャングルのど真ん中ではぐれてしまう。テコンドーの心得があり、作中で幾度かそれを使い、危機から脱している。

## 単行本
- 小説
  - 実業之日本社ジョイ・ノベルス
    1. 獣化の章 ISBN 4-408-50146-8
    2. 凶獣の章 ISBN 4-408-50218-9
    3. 獣王の章 ISBN 4-408-50303-7
    4. 鬼獣の章 ISBN 4-408-50359-2
    5. 完結編・獣神の章 ISBN 4-408-50360-6（完結）

    - 完全版 ISBN 4-408-50413-0（上記の全5巻を一冊にまとめた合本。）

  - 徳間書店トクマ・ノベルズ
    - 上巻 ISBN 978-4-19-850893-7（ジョイ・ノベルス版の第1巻から第3巻中盤までを収録。）
    - 下巻 ISBN 978-4-19-850894-4（ジョイ・ノベルス版の第3巻後半から第5巻までを収録。）

  - 徳間文庫（各巻の構成はジョイ・ノベルス版に準拠）
    1. 獣化の章 ISBN 978-4-19-893837-6
    2. 凶獣の章 ISBN 978-4-19-893848-2
    3. 獣王の章 ISBN 978-4-19-893859-8
    4. 鬼獣の章 ISBN 978-4-19-893871-0
    5. 獣神の章 ISBN 978-4-19-893890-1
- 漫画
  - 講談社マガジンZコミックス
    1. ISBN 4-06-349187-0
    2. ISBN 4-06-349209-5
    3. ISBN 4-06-349234-6
    4. ISBN 4-06-349245-1
    5. ISBN 978-4-06-349274-3
    6. ISBN 978-4-06-349304-7
    7. ISBN 978-4-06-349335-1
    8. ISBN 978-4-06-349375-7
    9. ISBN 978-4-06-349410-5

  - 徳間文庫
    1. ISBN 978-4-19-893827-7（マガジンZコミックス版1-3巻を収録）
    2. ISBN 978-4-19-893849-9（マガジンZコミックス版4-6巻を収録）
    3. ISBN 978-4-19-893860-4（マガジンZコミックス版7-9巻を収録）
    4. ISBN 978-4-19-893872-7（SFJapan掲載話およびWeb本とも公開分から収録）
    5. ISBN 978-4-19-893933-5（Web本とも公開分から収録）